# 雨果博斯
雨果博斯（德語：Hugo Boss AG）是一個德國的時尚品牌，主攻高價位男裝成衣及配件，創辦人是雨果·斐迪南·博斯（1885–1948）。

## 歷史

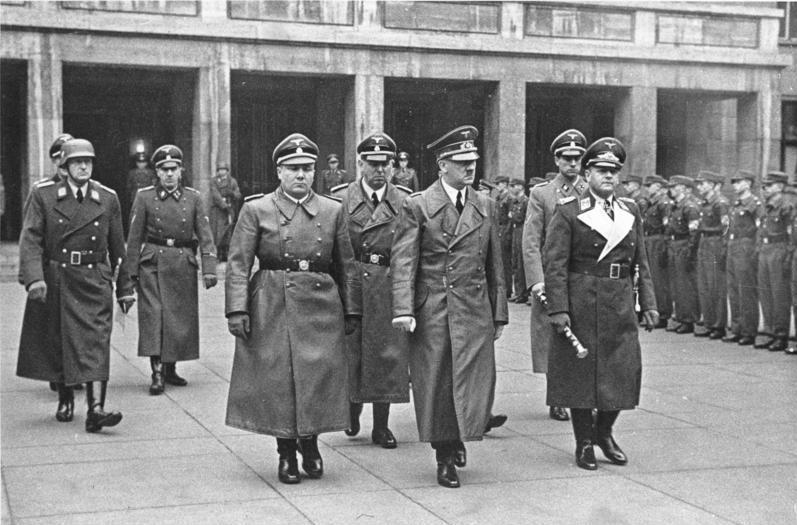
德國元首希特勒（中）、全國領導馬丁·鮑曼（左）與德國空軍元帥艾爾哈德·米爾希（右）等人穿著雨果博斯生產的制服。

雨果博斯創立於1924年，第一次世界大戰之後，發源地在德國斯圖加特南面的麥琴根（Metzingen），該處後來發展成為德國品牌工廠區。
雨果博斯創辦初期主要生產男裝，數年後，因德國經濟蕭條而接近破產。在1930年代至1940年代初，雨果博斯轉營为德國政府生產國防軍、納粹黨衝鋒隊 、黨卫队制服，及希特勒青年團的裝備。
在1985年，雨果博斯在德國成為上市公司，之後於1991年被義大利時裝集團Marzotto收購，由此博斯家族與雨果博斯品牌已無任何關係。
2018年，流行音樂天王麥可·傑克森逝世十周年，雨果博斯與英國國家肖像館聯手在英國舉辦名為“Michael Jackson: On the Wall”展覽，探討麥可對當代藝術的啓發。

## 旗下品牌
对于Boss这个品牌，拥有以下5个子品牌：
- Boss: 商务、晚装类
- Boss Tailored 高品质面料、手工艺
- Boss Orange: 休闲类
- Boss Green: 运动类
- 'Hugo

## 经营数字
2007财年该公司营业额为16.32亿欧元，盈利1.54亿欧元。西服生产位于他在德国Metzingen，土耳其和美国的工厂。82%的营业额由旗下知名男士品牌Boss Black所产生。全世界（截至：2006年12月31日）拥有210家自有专卖店。

## 爭議事件

### 鏡子墜下事件
2015年9月，雨果博斯（英國）被判罰款120萬英鎊，原因是一名兒童於2013年6月在牛津郡比斯特的一家商店因頭部受到致命傷害四天后死亡。事發原因是一面重達120公斤（250磅）的鋼架試衣鏡落在他身上並導致其受傷。牛津刑事法院早些時候被告知，它「被擱置在一邊，沒有任何固定裝置」，而死因裁判官則認為這是一場遲早要發生的意外。  2015年6月，雨果博斯（英國）承認其違反了《1974年工作場所健康與安全法》和《1999年工作場所健康與安全管理條例》。該公司的法律代表說：「這次事件的後果是令人難以想像的可怕。自事故發生以來，雨果·博斯竭盡所能，首先承認錯誤，表達真誠、由衷的懊悔，並表明做出正確決定的決心，確保不會重蹈覆轍。」

### 抵制新疆棉事件
2021年3月發生新疆棉花爭議，雨果博斯3月25日晚在中國大陸的官方微博表示「将会继续采购和支持新疆棉花」，雨果博斯總公司在3月27日凌晨發出英文聲明，澄清沒有採購新疆棉花，原料若然與新疆有關，會立即要求供應商改變原料來源。聲明同時表明該公司的立場是不容忍強迫勞動，官方微博的貼文亦已被移除。公司發言人韋斯特曼（Carolin Westermann）回覆《路透社》查詢時強調英文版的聲明才是官方立場，之前在中國的官方微博支持新疆棉訊息是未經授權的貼文。

## 外部連線
- 華盛頓郵報, 1997年8月14日；Page B01   （页面存档备份，存于）
- 彭博資訊, 2006年8月25日 Baldessarini sold  （页面存档备份，存于）